# 狭叶汉城蝇子草
狭叶汉城蝇子草（学名：Silene seoulensis var. angustata）为石竹科蝇子草属下的一个变种。

## 扩展阅读
- 維基物種上的相關：狭叶汉城蝇子草